# Трей Паркер
Рендольф Северн Паркер III (англ. Randolph Severn 'Trey' Parker III; нар. 19 жовтня 1969) — американський актор, актор озвучування, аніматор, кінорежисер, музикант і сценарист, відомий як Трей Паркер (англ. Trey Parker). Володар премій «Еммі», «Game Critics Awards», «Греммі», «Тоні», номінації на «Оскар». Найбільш відомий як творець мультсеріалу «Південний парк» спільно з Меттом Стоуном.

## Біографія
Рендольф Северн Паркер III народився в Коніфере, Колорадо, був молодшим із двох дітей Ренді Паркера і Шерон Паркер (які стали прототипами героїв «Південного Парку» Ренді і Шерон Марш); старшою була сестра, Шеллі Паркер, яка стала прототипом Шеллі Марш в серіалі. Батько Паркера свого часу намагався захопити свого сина буддистськими навчаннями філософа Алана Воттса. 1985 року Паркер і його друг Дейв Гудман, який пізніше взяв участь як сценарист у деяких епізодах 1-3 сезонів «Південного парку», записали на магнітофонну касету альбом Immature: A Collection of Love Ballads For The '80's Man; він був закінчений 1987 року, пізніше кілька копій продавалися на eBay.

## Освіта
Паркер навчався у West Jefferson Junior High School, а пізніше — в Evergreen High School в Евергріні, штат Колорадо (де був обраний «клоуном класу»); закінчив школу в Евергріні 1988 року.
Після школи Паркер почав навчатися в Музичному коледжі Берклі в Бостоні, але незабаром перейшов до Університету Колорадо в Боулдері, де і познайомився з Меттом Стоуном. У той час головним інтересом Паркера була музика, проте поступово його починала цікавити знімання фільмів. Чоловік почав відвідувати спеціальні курси, щоб ознайомитися з подробицями знімального процесу. В університеті Паркер зняв кілька короткометражних анімаційних фільмів, зокрема American History, яка отримала приз Student Academy Award, і «Дух Різдва: Ісус проти Фрості» спільно зі Стоуном. Питання про те, чи був він вигнаний з університету, залишається нез'ясованим, проте сам Паркер в інтерв'ю визнав, що причиною закінчення навчання стало невідвідування занять протягом «приблизно семестру» через знімання фільму «Канібал! Мюзикл». Цей фільм, перший великий проєкт Паркера і Стоуна, витриманий у дусі чорної комедії з елементами мюзиклу, де розповідалося про Альфреда Пеккере — мандрівника і першої в історії США людини, яка була засуджена за канібалізм. Протягом літа Паркер зняв трейлер, за допомогою якого зміг знайти гроші на знімання всієї картини; знімання почалися під час літніх канікул 1993 року, однак випуск фільму відбувся тільки 1996 року, коли права на нього викупила компанія Troma. Вона також перейменувала фільм в «Cannibal! The Musical» замість початкового «Alferd Packer, The Musical».
На цей студентський фільм Паркера 1995 року звернув увагу один із керівників Fox, Браян Ґреден, який попросив Паркера і Стоуна зняти для нього різдвяну відеолистівку. Так з'явився короткометражний мультфільм «Дух Різдва: Ісус проти Санти», у якому в майбутньому знамениті персонажі — Стен, Кайл, Картман і Кенні — спостерігали за битвою Ісуса і Санти за право керувати Різдвом.
Того ж року Паркер зі Стоуном зняли пілотну серію запланованого серіалу під назвою «Time Warped» для Fox — це була псевдодокументальна сатирична музична історія про Аарона і Мойсея з участю акторів із «Канібала». Керівництво Fox вирішило, що цю ідею краще застосувати в рамках дитячого шоу, і Паркер зробив другу пілотну серію — алюзію на «Ромео і Джульєтту», історію про кохання між людиною прямоходячою і австралопітеком на тлі ворожнечі їхніх видів, для Fox Kids. Однак після випуску Aaron і Rom & Jul проєкт був закритий.

## «Південний Парк»
1997 року Паркер став співпродюсером, співсценаристом (спільно зі Стоуном) і режисером свого другого повнометражного фільму — «Капітан Оргазмо» («Оргазмо»), історії про мормонів, які випадково потрапляють в лос-анджелеський порнобізнес. Через отримання фільмом жорсткого рейтингу NC-17 за версією кіноасоціації Америки він не мав широкого прокату. Того ж року завдяки популярності двох короткометражних мультфільмів «Дух Різдва» почався найвідоміший проєкт Паркера і Стоуна — «Південний парк»; вони були найняті каналом Comedy Central зняти шоу на основі персонажів з «Ісуса проти Санти». Прем'єра першого епізоду серіалу відбулася 13 серпня 1997 року.
Спочатку Паркер і Стоун вважали, що шоу протримається близько шести серій, і розглядали виготовлення мультсеріалу тільки як засіб просування для своєї рок-групи. Група, в якій Паркер виступив як лід-вокаліст і клавішник, була названа DVDA на честь згаданої в «Оргазмо» сексуальної позиції «подвійний вагінальний — подвійний анальний». Незважаючи на те, що DVDA не випустили жодного студійного альбому і зараз неактивні, вони виступали на розігріві у Primus і Ween, їхні пісні увійшли на саундтреки до багатьох проєктів Паркера і Стоуна (наприклад, «America Fuck Yeah» з «Команди Америка»); в Інтернеті стала популярна їхня гумористична пісня «I am Chewbacca».
1998 року Паркер, Стоун, а також Даян Багар і Ясмін Бліт знялися у фільмі відомого комедійного режисера Девіда Цукера «БЕЙСкетбол». Сюжет фільму розповідає історію про трьох друзів, які роблять придуману ними дворову гру популярною і потрапляють у світ професійного спорту. Пізніше Паркер спародіював цей фільм в епізоді «Південного парку» «Пристрасті жидів»: там Стен говорить, що хоче повернути гроші за «відстійний», на його думку, фільм «Страсті Христові» «так само, як раніше повернув за „Бейскетбол“».
1999 року вийшов повнометражний фільм на основі «Південного парку» — «Південний парк: Більший, довший і необрізаний», який мав значний успіху у критиці і номінований на «Оскар» за пісню «Blame Canada». Однак нагороду в цій номінації отримав Філ Коллінз, який пізніше був спародійований у декількох епізодах «Південного парку».
2000 року контракт на «Південний парк» був продовжений ще на три сезони, і паралельно Паркер і Стоун задумалися про створення зіграного наживо ситкому. Виникла ідея використовувати як головного героя серіалу президента США, який був би показаний посереднім і дивакуватим персонажем, що потрапляє в шаблонні для ситкомів ситуації, причому паралельно з цим у серіях повинні були ставитися гострі політичні питання. Під час президентських виборів 2000 року йшла робота більшою мірою над створенням серіалу про Ела Ґора — Паркер був упевнений, що переможе він; однак після перемоги Джорджа Буша виникла ідея шоу «Це мій Буш!», 8 епізодів якого вийшли 2001 року. Кожна серія цього серіалу була побудована за задуманою схемою. Шоу було вирішено не залишати на другий сезон через невисокі рейтинги, які не відповідали витратам на створення одного епізоду (близько $700 тис.).
2003 року учергове був продовжений контракт на «Південний парк». У жовтні 2004 року вийшов повнометражний ляльковий мультфільм «Команда Америка: світова поліція»; Паркер є творцем фільму разом зі Стоуном, співпродюсером, співсценаристом і одним з провідних акторів озвучування. «Команда Америка» — зла сатирична комедія, що пародіює одночасно шаблонні фільми в дусі Джеррі Брукгаймера і Майкла Бея, ляльковий мультфільм Thunderbirds TV, на основі якого створювалися герої, типові уявлення про «американську мрію», і американський патріотизм і боротьбу з тероризмом, яка доходить до абсурду у своїх методах.
9 вересня 2005 роки контракт з Comedy Central на «Південний парк» був учергове продовжений — до 12 сезону. Це здивувало фанатів, оскільки в інтерв'ю Паркер і Стоун неодноразово згадували, що втомилися під час роботи над «Командою Америка» і не хочуть поки що робити абсолютно нічого.
Свого часу ширилися чутки, що Паркер і Стоун працюють над сценічним мюзиклом разом із творцями «Авеню К'ю» Робертом Лопесом і Джеффом Марксом. Також у Паркера і Стоуна виникла ідея створити на основі співпраці з Paramount свою компанію. 2006 був укладений трирічний контракт на співпрацю з Paramount Pictures; медіакомпанія була названа "Trunity", і створена як частина "True Mediar, a Unity Corpbopoly". І Paramount, і Comedy Central належать компанії Viacom і продовжують співпрацювати навіть після того, як та розділилася на дві в кінці 2005 року.
26 серпня 2007 року продовжили контракт на "Південний парк" з Comedy Central ще на три сезони. 28 вересня 2007 року Паркер і Стоун купили права на шоу канадського виробництва «Кенні проти Спенні», яке почало демонструватися на Comedy Central 14 листопада 2007 року з десятьма старими і новими епізодами.
У січні 2006 року Паркер одружився з Еммі Сагіямо (англ. Emma Sugiyama), розлучився 2008 року. Пізніше почав зустрічатися з Буги Тілмон, з якою одружився у квітні 2014 року. Від другого шлюбу є дочка. Зараз він проживає в Лос-Анджелесі.
У грудні 2022 року разом зі Стоуном залучили інвестиції $20 млн у розважальний стартап зі штучним інтелектом Deep Voodoo, який раніше фінансувався їхньою компанією Park County.

## Погляди
У «Південному парку» багаторазово висміювалися різні релігійні організації; проте сам Паркер також відомий критичними висловлюваннями про атеїзм. У вересні 2006 року в інтерв'ю програмі Nightline каналу ABC news, Паркер розповів про релігійні погляди. Коли інтерв'юер Джейк Теппер запитав Паркера, чи вірить він у Бога, той відповів: «Так». Паркер вірить, що є знання, якими людство поки що не володіє, і попередив, що пояснення його віри зайняли б багато часу. Паркер вірить, що всі релігії дурні. Він стверджує, що "Всі релігії для мене надсмішні … Історія Ісуса не має для мене сенсу. Бог послав свого єдиного сина. Чому в Бога може бути лише один син і чому він повинен померти? Це насправді поганий сценарій. І він дійсно жахливий приблизно в другому акті. Паркер потім додав: «По суті, з усіх безглуздих релігійних історій, які вельми і вельми смішні — найдурніша, яку я чув, це гігантський Всесвіт, який поступово розширюється і повинен зруйнуватися сам по собі, а ми всі існуємо просто тому, що ми всі існуємо. Особисто для мене це — найбезглуздіше пояснення з усіх». Він також уточнив, що йому було потрібно багато часу, щоб усвідомити свою віру в Бога. Стоун додав: «Я, як і раніше, цього не розумію».
В університеті Паркер вивчив японську і надалі завжди зберігав значний інтерес до японських мови та культури. Також він знає суахілі.

## Фільмографія
| Рік  |    | Українська назва                              | Оригінальна назва                       | Роль |
| ---- | -- | --------------------------------------------- | --------------------------------------- | ---- |
| 1992 | ф  | Newsies                                       | Newsies                                 |      |
| 1995 | ф  | Your Studio and You                           | Your Studio and You                     |      |
| 1996 | ф  | Cannibal! The Musical                         | Cannibal! The Musical                   |      |
| 1997 | ф  | Капітан Оргазмо                               | Orgazmo                                 |      |
| 1998 | ф  | BASEketball                                   | BASEketball                             |      |
| 1999 | ф  | Південний парк: Більший, довший і необрізаний | South Park: Bigger, Longer & Uncut      |      |
| 1999 | ф  | Terror Firmer                                 | Terror Firmer                           |      |
| 2004 | ф  | Team America: World Police                    | Team America: World Police              |      |
| 2004 | ф  | Tales from the Crapper                        | Tales from the Crapper                  |      |
| 2005 | ф  | Make Your Own Damn Movie!                     | Make Your Own Damn Movie!               |      |
| 2006 | ф  | Poultrygeist: Night of the Chicken Dead       | Poultrygeist: Night of the Chicken Dead |      |
| 2011 | тф | 6 Days to Air                                 | 6 Days to Air                           |      |

## Озвучені персонажі Південного Парку
| - Стен Марш - Ерік Картман - Ренді Марш - Панда Сексуальне Домагання - Дідусь Марш - Клайд Донован - Містер Гаррісон - Містер Хенкі - Бог - Туонг Лу Кім - Санта-Клаус - Містер Мекі | - Офіцер Барбреді - Міс Заглотнік - Тіммі - Джимі Волмер - Дуги - Кайл Шварц - Філліп - Сатана - Дог Пу - Доктор Альфонсо Міфесто - Багато інших |